# Kalle Ankas räddningsplan
Kalle Ankas räddningsplan (engelska: Donald's Fire Survival Plan) är en amerikansk animerad kortfilm med Kalle Anka från 1965.

## Handling
Efter en introduktion av Walt Disney själv kretsar handlingen kring Kalle Anka som ska visa publiken hur man förebygger risken för brand i hemmet.

## Om filmen
Filmen är en undervisningsfilm och släpptes på 16-millimetersfilm 1965 och syftet var att lära ut hur man ska förhindra risken att få hemmet förstört av en brand. En uppdaterad version släpptes sommaren 1984 med delvist nyinspelat material.

## Rollista
- Clarence Nash – Kalle Anka
- Hal Smith – brandman
- Walt Disney – sig själv[3]